# Lưu Phong (Đông Ngụy)
Lưu Phong (giản thể: 刘丰; phồn thể: 劉豐; bính âm: Liú Fēng, ? – 549), tự Phong Sinh, người quận Phổ Nhạc , tướng lĩnh nhà Đông Ngụy.

## Cuộc đời
Ông có phong thái hùng tráng, tính cách quả quyết hơn người, giỏi biện luận, hay bàn việc binh. Trong loạn Phá Lục Hàn Bạt Lăng, nhờ công giữ thành, được ban chức Phổ Nhạc thái thú. Đầu những năm Vĩnh An (528 – 530), được ban chức Đại đô đốc giữ thành Linh Châu. Vũ Văn Thái ban chức Vệ đại tướng quân, Phong không nhận. Thái đưa quân vây đánh, nhưng không hạ được. Ông đưa mấy vạn hộ dân chạy về với Cao Hoan, được cất làm Bình tây tướng quân, Nam Phần Châu thứ sử, theo các tướng chinh thảo, đánh dẹp các nơi. Phong theo Cao Hoan giao chiến với quân Tây Ngụy ở Hà Âm, lập nhiều công lao, Hoan cầm tay ông mà khen ngợi. Vào triều làm Tả vệ tướng quân, rồi ra nhận chức ở Ân Châu.
Tướng Tây Ngụy là Vương Tư Chính chiếm cứ Trường Xã, Cao Trừng mệnh Phong cùng Cao Nhạc đi đánh. Phong bày kế ‘thủy công’, ngăn nước sông Vị rót vào thành. Nước dâng, cá rùa đều nổi lên. Từ tháng 9 đến tháng 4, thành sắp vỡ, Phong cùng Hành đài Mộ Dung Thiệu Tông ngồi thuyền xem trận, chợt có gió lớn Đông bắc nổi lên, trời đất tối tăm, cát bay đá chạy. Thuyền bị đứt neo, trôi đến dưới thành, Phong nhảy xuống sông bơi về phía núi đất, vì nước chảy xiết nên không đến kịp, bị quân Tây Ngụy móc trúng, bị giết.
Phong dũng cảm thiện chiến, các tướng đều nhận không bằng. Ngày ông mất, trong triều ngoài cõi thương tiếc, tặng Đại tư mã, Tư đồ công, Thượng thư lệnh, thụy là Trung.